# Geurende grottensalamander
De geurende grottensalamander, ook wel Centraal-Sardijnse grottensalamander, (Speleomantes imperialis) is een salamander uit de familie longloze salamanders of Plethodontidae. De soort werd voor het eerst wetenschappelijk beschreven door Renzo Stefani in 1969. De soort werd lange tijd tot het geslacht grottensalamanders (Hydromantes) gerekend, waardoor de verouderde naam vaak opduikt in de literatuur.

## Naamgeving en taxonomie
De salamander dankt zijn opmerkelijke naam aan het feit dat de soort een zeer sterke geur afscheidt als een exemplaar wordt opgepakt. Van geen enkele andere grottensalamander is dit ooit waargenomen.
De soort werd voor het eerst wetenschappelijk beschreven door Renzo Stefani in 1969. Oorspronkelijk werd de salamander als een ondersoort van de Sardijnse grottensalamander (Speleomantes genei) beschouwd. Later werd de soort ingedeeld bij het geslacht Hydromantes.

## Uiterlijke kenmerken
De soort behoort tot de grotere Speleomantes-soorten en bereikt een lengte van 13 tot 15 centimeter, respectievelijk voor de mannetjes en de iets grotere vrouwtjes. De kleur is bruin met op de rug vele kleine gele vlekjes, waardoor een goudglans ontstaat. In veel talen wordt de soort hierdoor keizersalamander genoemd. Licht- tot donkerbruine, meer gemarmerde exemplaren komen echter ook voor. De poten hebben vaak een afwijkende kleur, en neigen meer naar geel of rood. De staart is bij volwassen exemplaren duidelijk korter dan het lichaam. Soms is een V- tot X- vormige vlek aanwezig achter op de nek vlak achter de kop.

## Verspreiding en habitat
De geurende grottensalamander komt voor in Italië, en alleen op het zuidoostelijke deel van het eiland Sardinië. Net als alle grottensalamanders houdt de soort zich op in en nabij grotten en spelonken, waar de salamander zijn toevlucht zoekt als het te heet of te droog wordt. Het dier is dan zowel overdag als 's nachts actief, buiten de grotten zijn de dieren alleen 's nachts aan te treffen op jacht naar kleine geleedpotigen en andere ongewervelden. Het is ondanks het kleine verspreidingsgebied een van de dichtst verspreide Europese amfibieën; in één geval werden in een grot na 10 tot 12 meter al meer dan 500 exemplaren aangetroffen.

## Voortplanting en ontwikkeling
De soort is een van de weinige grottensalamanders waarvan de voortplanting is onderzocht in gevangenschap, in de zomer werd een temperatuur van 15 °C gehandhaafd, in de wintermaanden 8 tot 12 °C. Van de paring en de afgifte van de spermatofoor van het mannetje werd niets waargenomen, wel bleek half januari dat het vrouwtje de eitjes net had afgezet, deze waren 5 tot 6 millimeter in diameter. Het vrouwtje bleef bij haar nest, en verliet de eitjes alleen om te gaan jagen. Ook bleek ze zelf twee eitjes te hebben opgegeten. Na bijna zes maanden kwamen de eerste eitjes uit, de kleine salamanders hadden een gemiddelde lengte van 26,7 millimeter. De eerste twee weken teerden de salamanders nog op de dooier en bleven bij het moederdier.